# Eanger Irving Couse
Eanger Irving Couse est un peintre américain né le 3 septembre 1866 à Saginaw dans le Michigan et mort le 26 avril 1936 à Albuquerque au Nouveau-Mexique. Il est reconnu pour ses peintures d'Amérindiens, du Nouveau-Mexique et du Sud-Ouest des États-Unis.

## Biographie
Eanger Irving Couse naît le 3 septembre 1866 à Saginaw dans le Michigan, deuxième fils de Moses Snover Couse et Mary Jane Price.
Il quitte le Michigan pour des études d'art professionnelles à l'Art Institute of Chicago et à la National Academy of Design de New York. Il va ensuite à Paris, où il étudie à l'École des Beaux-Arts et à l'Académie Julian sous William Bouguereau. Il vit en France pendant 10 ans, peignant principalement des paysages de la côte. Entre 1893 et 1896, il vit à la colonie artistique d'Étaples, où il peint ses rues et ses pêcheurs, dont la Scène côtière, Étaples. En 1895, à Étaples, il est l'un des témoins de la naissance d'Harry van der Weyden, le fils du peintre Harry van der Weyden.
En 1896, il est de retour aux États-Unis où il expose ses travaux d'Étaples à New-York. En 1900, il repart voyager en Europe, en Angleterre, en Belgique, Hollande et effectue un nouveau séjour à Étaples.
Lors des années 1901 et 1902, il découvre Taos au Nouveau-Mexique où il réalise de nombreux tableaux représentant les peuples autochtones. En 1915, Il fonde la Société des peintres de Taos avec Ernest L. Blumenschein, Bert G. Phillips, Joseph Henry Sharp, W. Herbert Dunton, et Oscar Edmund Berninghaus.

## Galerie

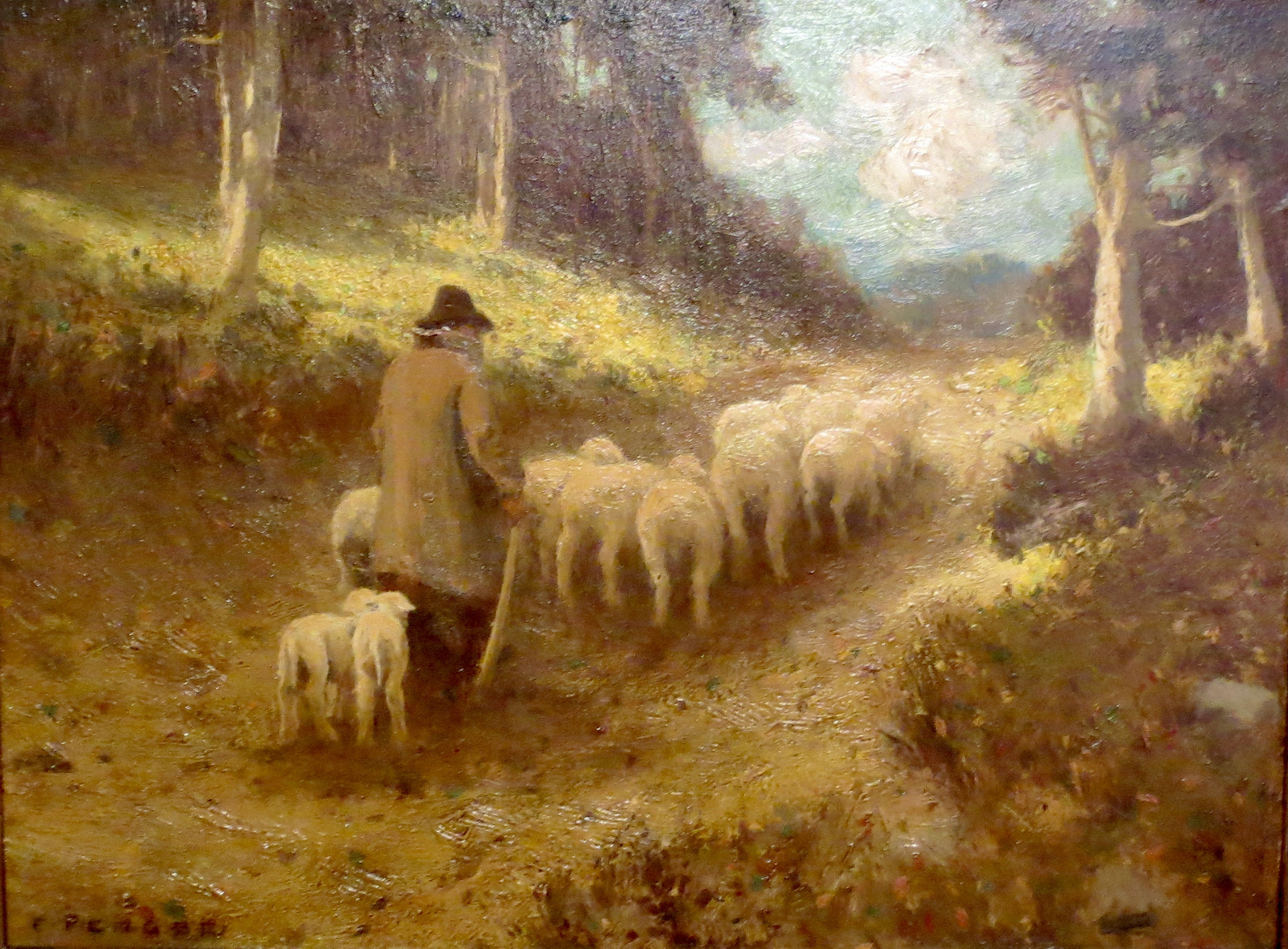
Berger et son troupeau, 1890.
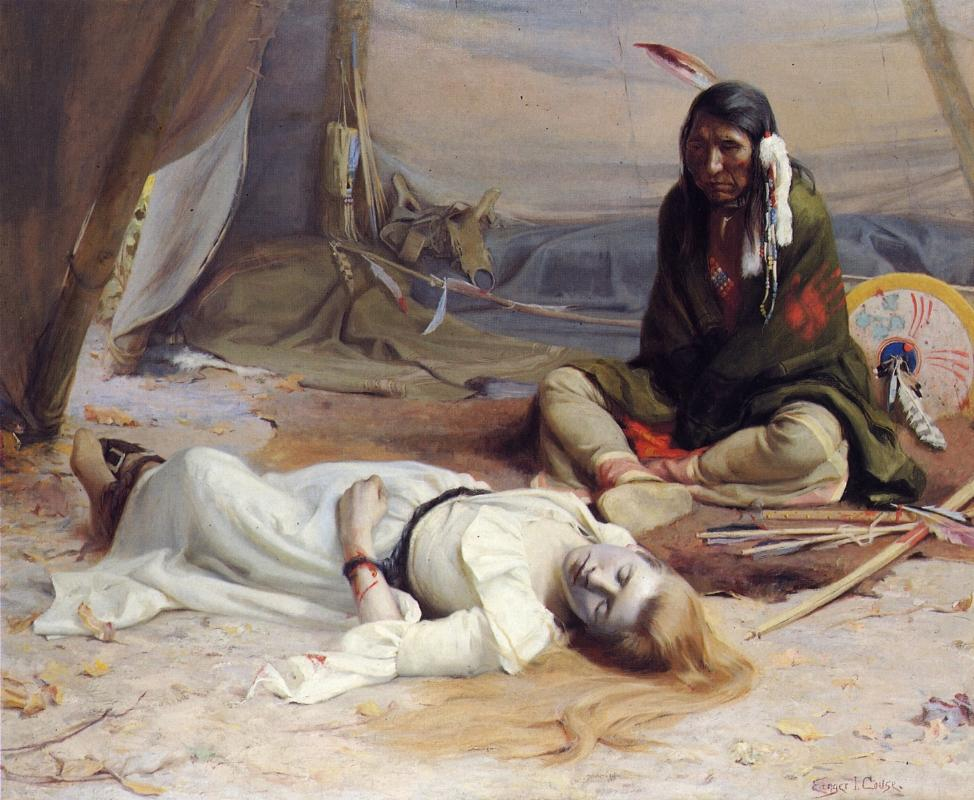
The Captive.
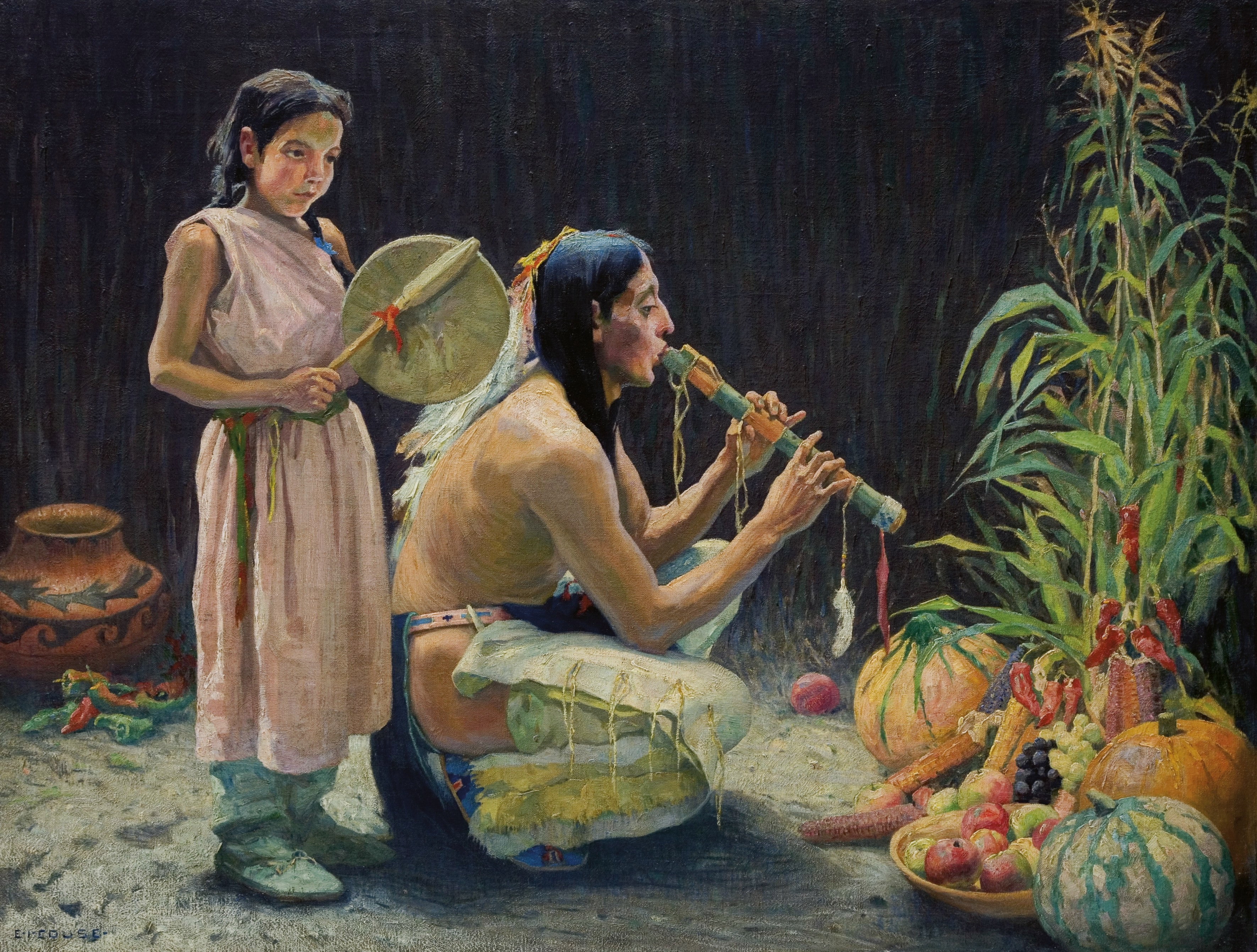
The Harvest Song.
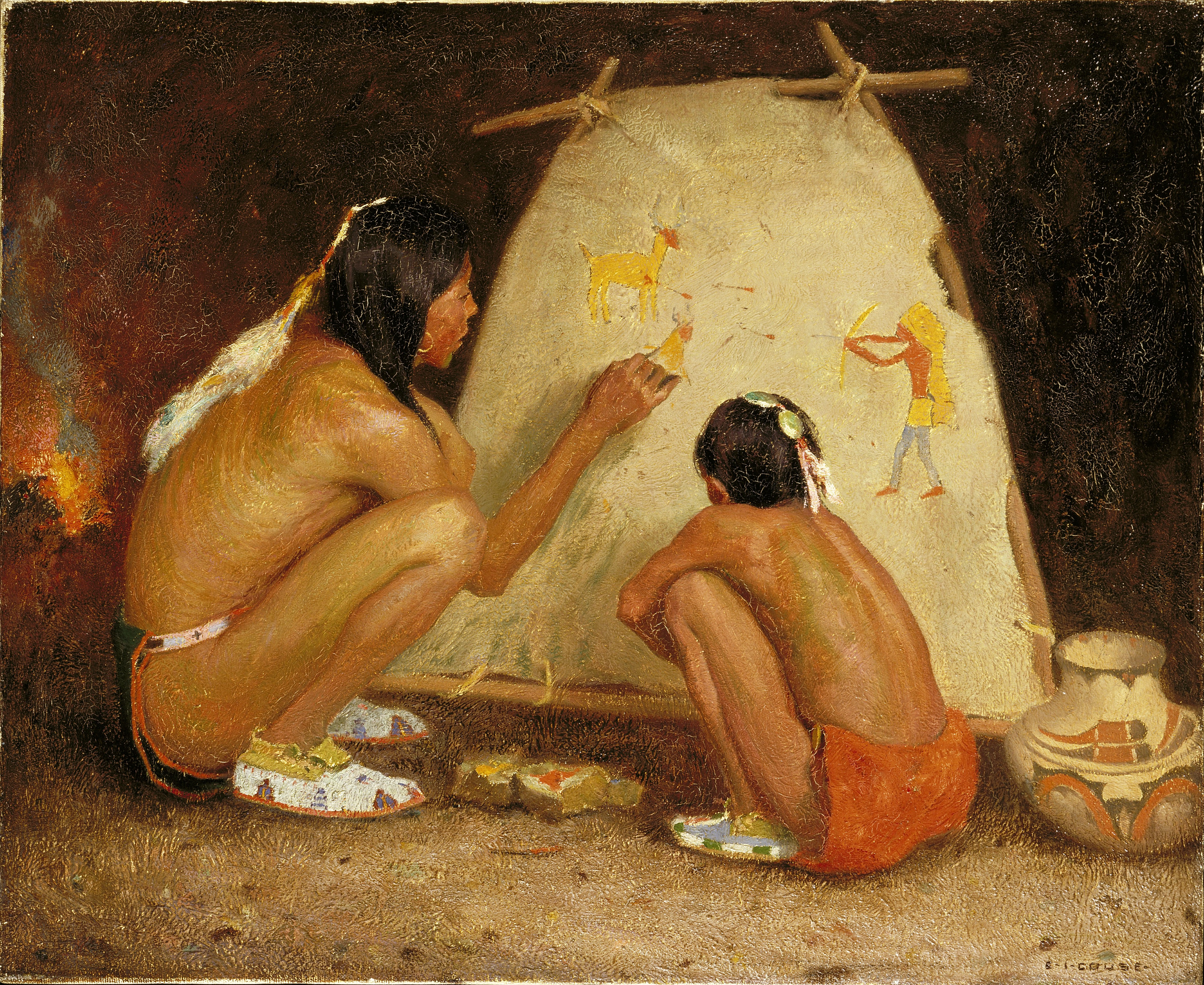
Indian Painter.
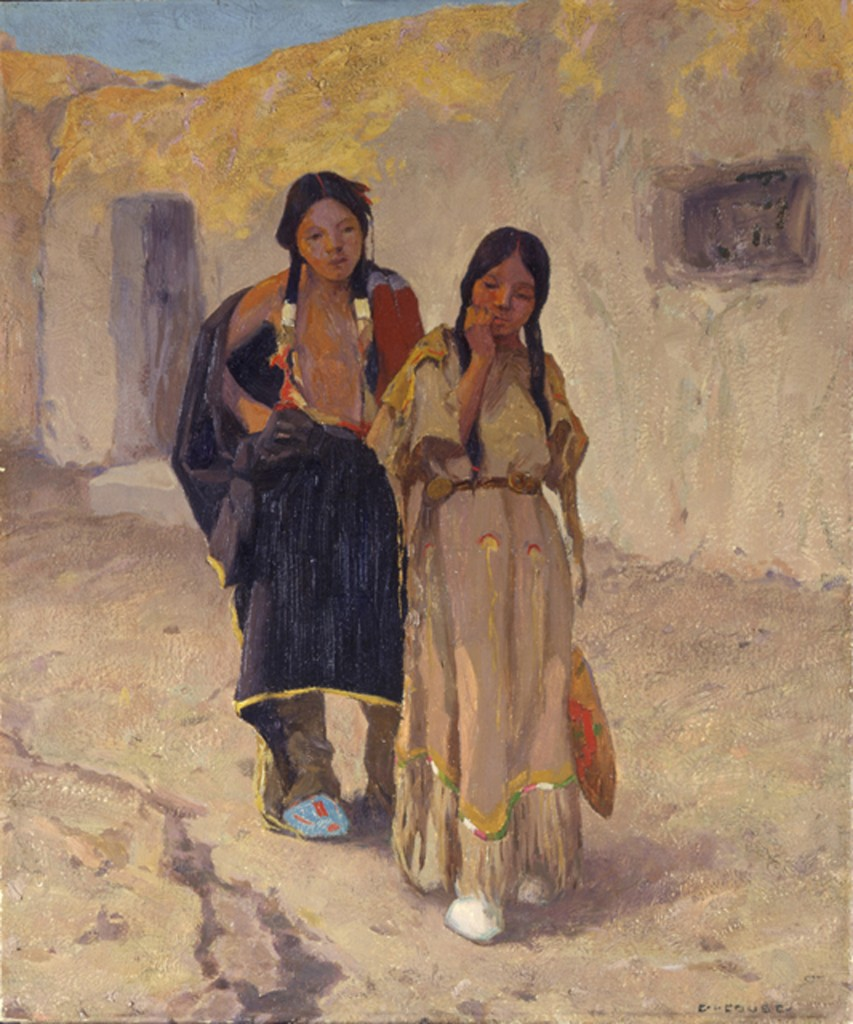
The Lovers.
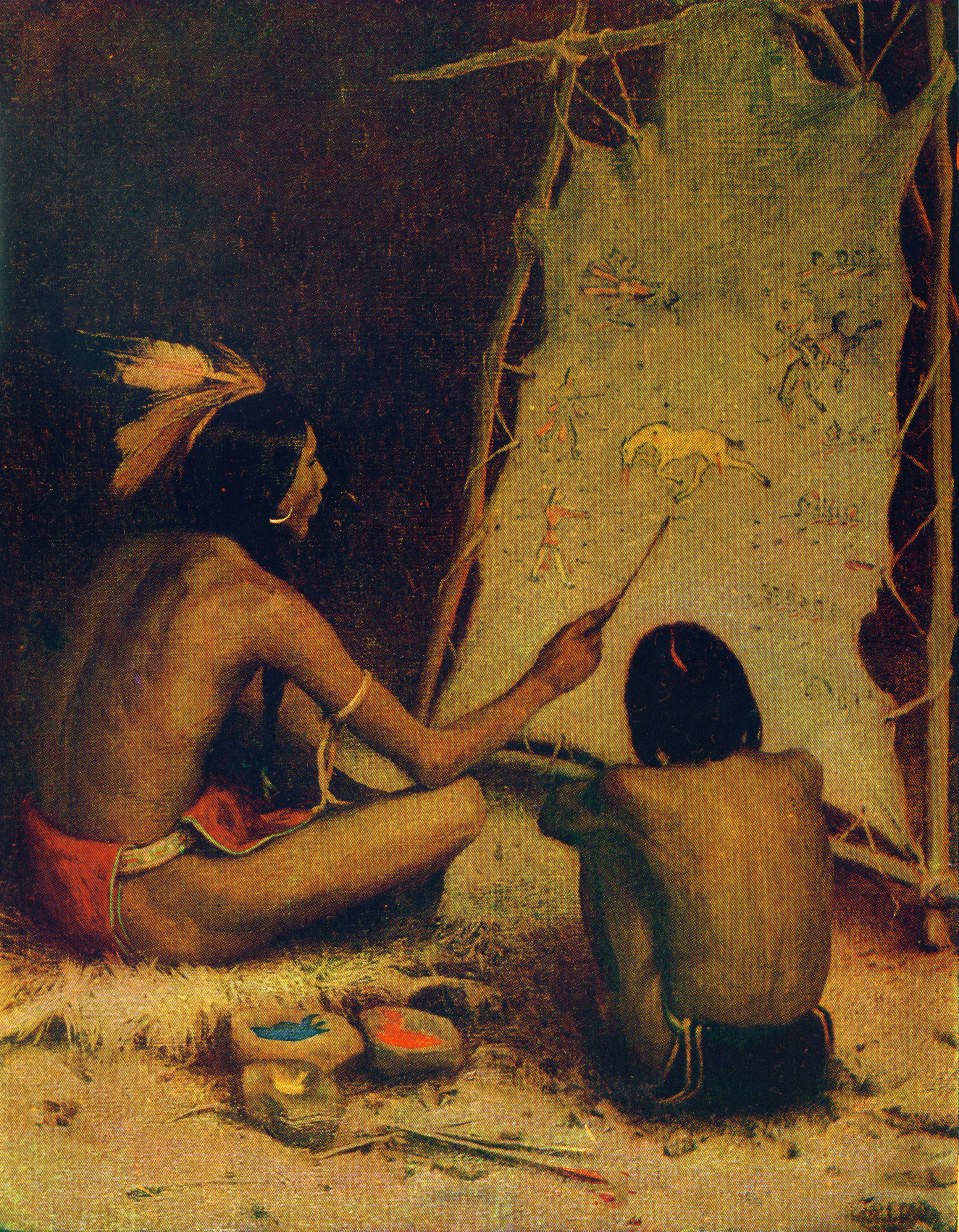
The Historian.

## Collections publiques
- Pas-de-Calais, collection du département du Pas-de-Calais : Berger et son troupeau, 1890, huile sur carton, 51,6 × 62,5 cm[3],[4]